# 小野竹良
小野 竹良（おの の つくら/ささら）は、奈良時代の貴族。名は都久良とも記される。系譜は明らかでない。官位は従四位下・左京大夫。

## 経歴
孝謙朝の天平勝宝6年（754年）従五位下に叙爵。淳仁朝の天平宝字4年（760年）蝦夷征討の功績（雄勝城築城、桃生柵の完成と蝦夷拠点の制圧）により、東北地方の諸官が昇叙された際、出羽守であった竹良も従五位上に叙せられている。
天平宝字7年（763年）左中弁に任ぜられるが、翌天平宝字8年（764年）9月に発生した藤原仲麻呂の乱では孝謙上皇側に加勢したらしく、10月に正五位下に昇叙され、翌天平神護元年（765年）には勲四等への叙勲と、従四位下への叙位を受けている。神護景雲2年（768年）右京大夫に任ぜられるが、翌神護景雲3年（769年）5月8日卒去。最終官位は左京大夫従四位下。

## 官歴
注記のないものは『続日本紀』による。
- 天平10年（738年） 4月：見美濃大掾[1]
- 時期不詳：正六位上
- 天平勝宝6年（754年） 正月16日：従五位下
- 時期不詳：出羽守
- 天平宝字4年（760年） 正月4日：従五位上
- 天平宝字7年（763年） 正月9日：左中弁
- 天平宝字8年（764年） 10月7日：正五位下
- 天平神護元年（765年） 正月7日：勲四等。11月23日：従四位下
- 神護景雲2年（768年） 7月1日：右京大夫
- 神護景雲3年（769年） 5月8日：卒去（左京大夫従四位下）